# Cloud Nine (album de Kygo)
Cloud Nine este primul album de debut al DJ-ului norvegian și compozitorului Kygo, în colaborare cu Maty Noyes, Conrad Sewell, Parson James, Tom Odell, Foxes, Matt Corby, RHODES, Will Heard, Julia Michaels, James Vincent McMorrow, Kodaline, Labrinth, John Legend and Angus și Julia Stone. A fost lansat pe 13 mai 2016 de Sony Music și Ultra Music.

## Listă piese
| Cloud Nine      |                                                       |                                                                        |         |  |
| Nr.             | Titlu                                                 | Autor(i)                                                               | Lungime |  |
| 1.              | „Intro”                                               | Kyrre Gørvell-Dahll                                                    | 2:08    |  |
| 2.              | „Stole the Show” (featuring Parson James)             | Gørvell-Dahll Kyle Kelso Michael Harwood Marli Harwood Ashton Parson   | 3:42    |  |
| 3.              | „Fiction” (featuring Tom Odell)                       | Gørvell-Dahll Odell Björn Yttling                                      | 4:03    |  |
| 4.              | „Raging” (featuring Kodaline)                         | Gørvell-Dahll Mark Williams Derek Fuhrmann James Bay                   | 3:44    |  |
| 5.              | „Firestone” (featuring Conrad Sewell)                 | Gørvell-Dahll Sewell Martijn Konignenburg                              | 4:33    |  |
| 6.              | „Happy Birthday” (featuring John Legend)              | Gørvell-Dahll Legend                                                   | 4:10    |  |
| 7.              | „I'm in Love” (featuring James Vincent McMorrow)      | Gørvell-Dahll McMorrow                                                 | 3:32    |  |
| 8.              | „Oasis” (featuring Foxes)                             | Gørvell-Dahll Louisa Rose Allen Kevin Rudolf Sia Furler Ivan Corraliza | 3:57    |  |
| 9.              | „Not Alone” (featuring RHODES)                        | Gørvell-Dahll David Rhodes Natalie Salter                              | 3:25    |  |
| 10.             | „Serious” (featuring Matt Corby)                      | Gørvell-Dahll Corby                                                    | 3:54    |  |
| 11.             | „Stay” (featuring Maty Noyes)                         | Gørvell-Dahll Noyes William Wiik Larsen                                | 3:59    |  |
| 12.             | „Nothing Left” (featuring Will Heard)                 | Gørvell-Dahll Heard                                                    | 3:56    |  |
| 13.             | „Fragile” (with Labrinth)                             | Gørvell-Dahll Jimmy Messer Timothy McKenzie                            | 3:50    |  |
| 14.             | „Carry Me” (featuring Julia Michaels)                 | Gørvell-Dahll Michaels Justin Tranter                                  | 3:53    |  |
| 15.             | „For What It's Worth” (featuring Angus & Julia Stone) | Gørvell-Dahll A. Stone J. Stone                                        | 3:03    |  |
| Lungime totală: | Lungime totală:                                       | Lungime totală:                                                        | 55:49   |  |